# Сан Вали (Пенсилванија)
Сан Вали (енгл. Sun Valley) насељено је место без административног статуса у америчкој савезној држави Пенсилванија.

## Демографија
По попису из 2010. године број становника је 2.399.
| Група             | 2000.    | 2010.         |
| Белци             | 0 (0,0%) | 1.909 (79,6%) |
| Афроамериканци    | 0 (0,0%) | 197 (8,2%)    |
| Азијати           | 0 (0,0%) | 12 (0,5%)     |
| Хиспаноамериканци | 0 (0,0%) | 256 (10,7%)   |
| Укупно            | 0        | 2.399         |